# Меньшиков, Иван Александрович
Ива́н Алекса́ндрович Ме́ньшиков (1858 — после 1917) — карачевский купец, лесопромышленник, член III Государственной думы от Орловской губернии.

## Биография
Православный. Потомственный почетный гражданин. Лесовладелец Калужской и Орловской губерний (8000 десятин).
Среднее образование получил в реальном училище. Был хорошо знаком с топографией. Лесопромышленник. Избирался гласным Карачевского уездного и Орловского губернского земских собраний, а также гласным Карачевской городской думы. Кроме того, в разные годы состоял: членом уездного раскладочного по промысловому налогу присутствия, членом губернского лесоохранительного комитета, почетным смотрителем Карачевского 1-го высшего начального училища и почетным попечителем детского приюта Благотворительного общества в Карачеве. Примыкал к Союзу 17 октября. Баллотировался в I Государственную думу, но не прошел.
В 1907 году был избран членом III Государственной думы от 1-го съезда городских избирателей Орловской губернии. Входил во фракцию октябристов. Состоял секретарем комиссии по старообрядческим делам, а также членом комиссий: бюджетной, по исполнению государственной росписи доходов и расходов, об охоте и по рабочему вопросу. В 1912 году опубликовал брошюру «К вопросу о быте чинов корпуса лесничих» (СПб., 1912).
Судьба после 1917 года неизвестна. Был женат.